# Den Oudsten B79

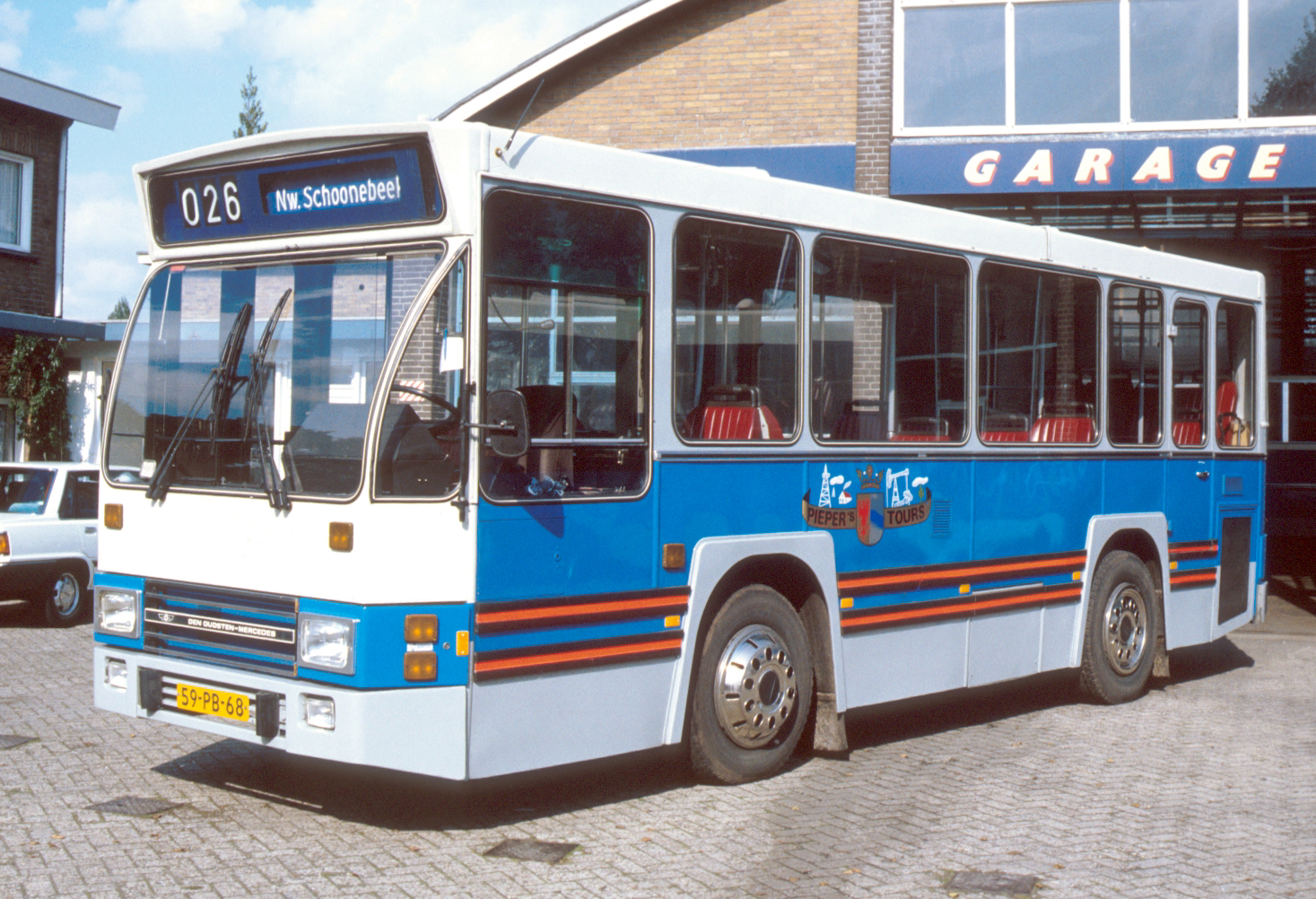
Een Den Oudsten B79 van het bedrijf Pieper

De Den Oudsten B79 was een bustype van de Woerdense busbouwer Den Oudsten. Het busmodel werd eind 1978 geïntroduceerd en had de opvolger moeten worden van de standaardstreekbus.

## De B79-prototypen

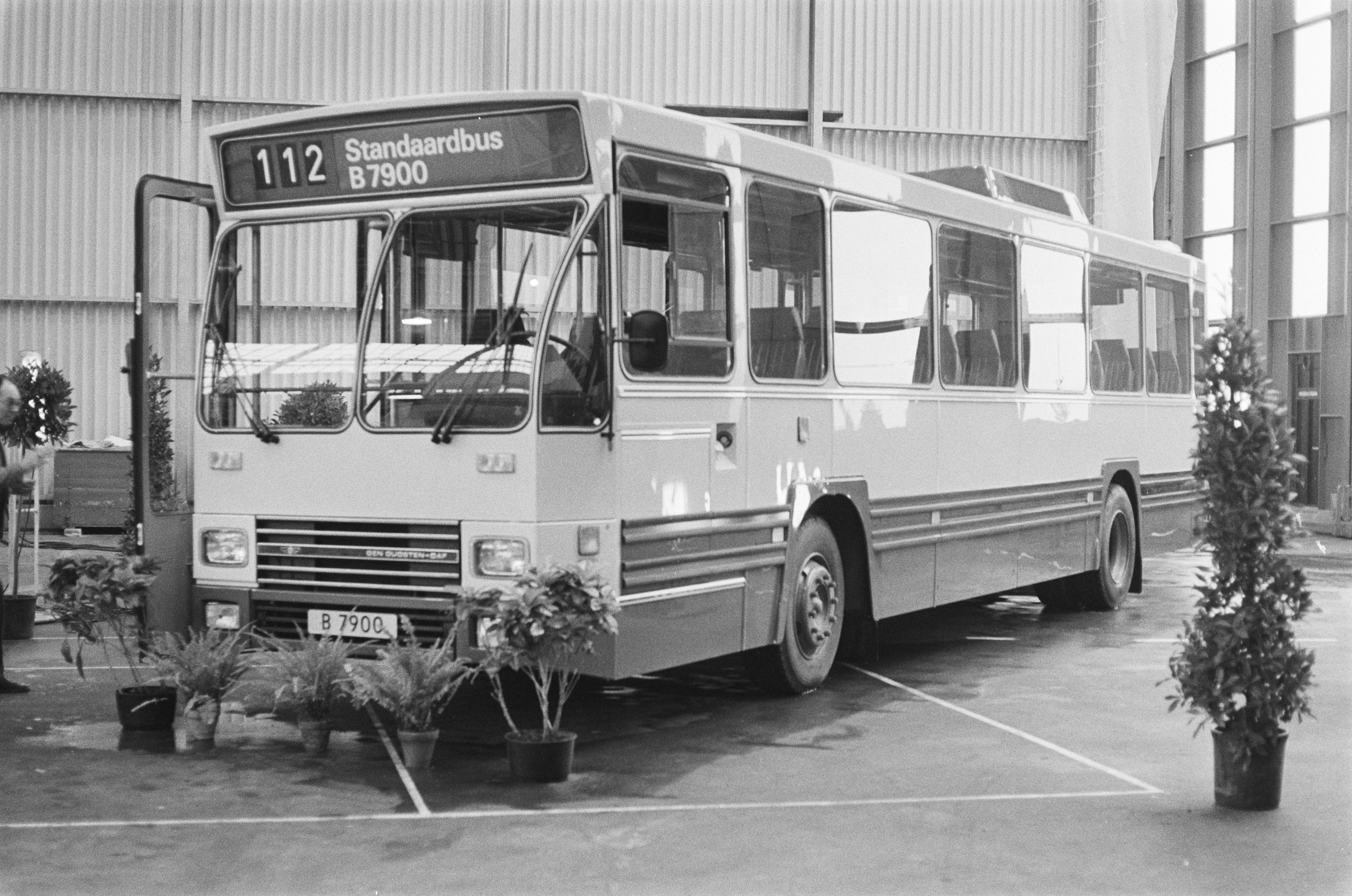
Prototype B7900

- In 1978 werd de eerste bus (nr. 7900) van het type B79 gebouwd. Het was een DAF die in de praktijk werd uitgetest bij de vervoerbedrijven GADO, TET, GVA en BBA. In 1980 ging de wagen naar Zuidwest-Nederland en bleef daar tot medio jaren 90 rijden.
- Onder nummer 7901 zou een Volvo-Den Oudsten B79 worden gebouwd. Echter, het heeft nooit zover mogen gekomen.
- In 1979 volgde onder nummer 7902 het derde prototype, een integrale bus met zowel chassis als carrosserie van Den Oudsten. Deze bus werd in de praktijk uitgetest door Westnederland.
- Een vierde prototype 7903 zou op een chassis van Leyland LFRE-55 worden gebouwd, maar uiteindelijk bouwde Van Hool er op het weer doorverkochte chassis een toerwagen-carrosserie op.

## De Den Oudsten B79 werd niet de opvolger van de standaard streekbus

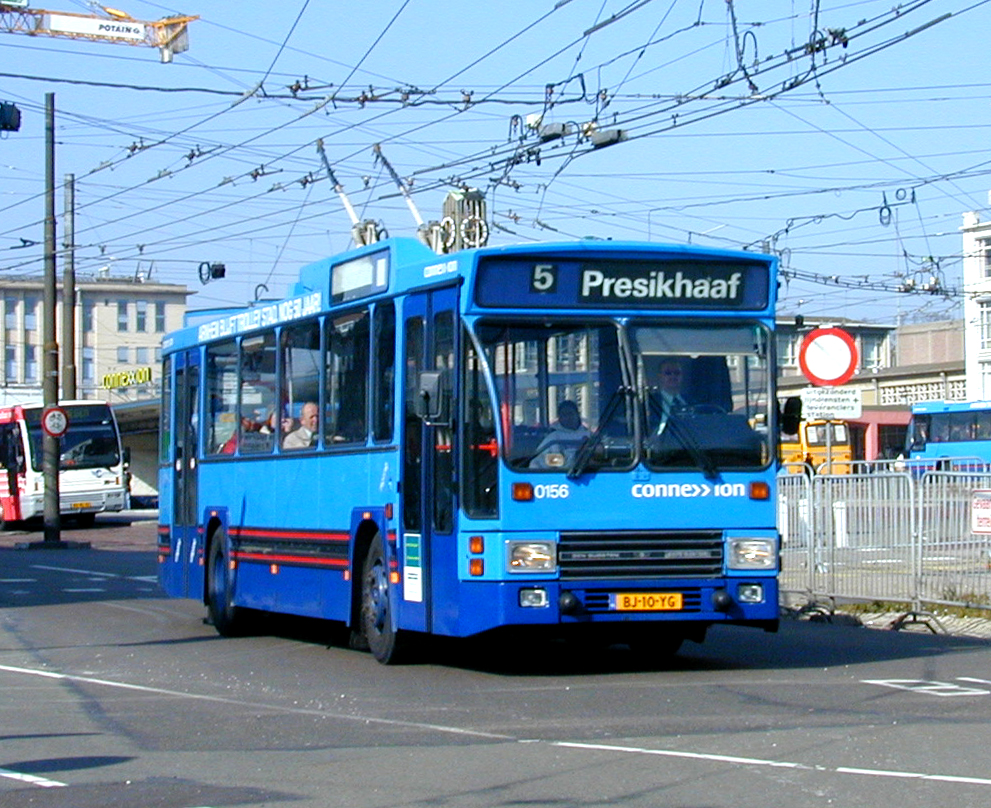
Trolley 0156

Rond 1980 werd duidelijk dat de Den Oudsten B79 niet de standaardstreekbus kon aflossen. Het bustype was in verhouding met de standaardstreekbus te duur. Technisch gezien waren de bustypen aan elkaar gelijk, zodat de streekvervoerders de voorkeur bleven geven aan de standaardstreekbus.
Uiteindelijk was de Den Oudsten B79 niet geheel mislukt te noemen. In 1979 werd er een serie van 59 midibussen gebouwd op Mercedes-onderstellen (serie 7000-7058). Verder bleek het GVA interesse in dit type bus te hebben. Voor dit bedrijf werd een drietal series dieselbussen gebouwd (genummerd tussen nr. 31 en 58). Ook werd door ditzelfde bedrijf een viertal series trolleybussen afgenomen (genummerd tussen nr. 131 en 171). Uiteindelijk viel in 1987 het doek voor de Den Oudsten B79. De laatste bussen van dit type verdwenen rond 2002 van de weg.

## Museumbussen
Drie exemplaren van de Den Oudsten B79 zijn  bewaard gebleven voor museale doeleinden. Twee midi exemplaren, namelijk de Delftse stadsbus Westnederland 7008 en GADO 7040. De GADO bus is van oorsprong de BBA 807, een stadsbus uit Oss. Het derde exemplaar dat bewaard is gebleven, betreft de GVA 0158 (trolleybus).
| Nummer | Type | Serie     | Bedrijf       | Bouwjaar | Kenteken | Bewaard door                      | Opmerking             | Afbeelding |
| ------ | ---- | --------- | ------------- | -------- | -------- | --------------------------------- | --------------------- | ---------- |
| 7008   | B79  | 7000-7058 | Westnederland | 1979     | 51-NB-53 | Haags Bus Museum                  |                       |            |
| 7040   | B79  | 7000-7058 | GADO          | 1979     | 79-NB-63 | Nationaal Bus Museum              | van oorsprong BBA 807 |            |
| 0158   | B79  | 0143-0161 | GVA           | 1984     | BJ-03-YG | Stichting Trolleymaterieel Arnhem | Trolleybus            |            |